# El jockey
El jockey es una película de suspenso y comedia de 2024, producida y dirigida por Luis Ortega, quien la coescribió con Rodolfo Palacios y Fabián Casas. Está protagonizada por Nahuel Pérez Biscayart y Úrsula Corberó. Se estrenó el 29 de agosto de 2024 en el 81.º Festival Internacional de Cine de Venecia, como parte de la programación principal y compitió por los premios León de Oro y León Queer. 

## Sinopsis
Remo Manfredini es un jockey legendario, pero su comportamiento autodestructivo comienza a eclipsar su talento y amenaza su relación con su novia Abril. El día de la carrera más importante de su vida deportiva, que lo liberará de sus deudas con su jefe mafioso Sirena, sufre un grave accidente, desaparece del hospital y deambula por las calles de Buenos Aires. Libre de su identidad, comienza a descubrir quién está destinado a ser en realidad. Pero Sirena quiere encontrarlo, vivo o muerto.

## Reparto
- Nahuel Pérez Biscayart como Remo Manfredini/Dolores "Lola"[3]
- Úrsula Corberó como Abril[3]
- Daniel Giménez Cacho como Rubén Sirena[3]
- Daniel Fanego[4] como Fanego
- Osmar Núñez[4] como Luis
- Roberto Carnaghi[5] como Oscar
- Luis Ziembrowski [5] como Enrique
- Mariana di Girolamo[4] como Ana
- Jorge Prado[5] como Hombre Misterioso
- Adriana Aguirre[5] como Mujer Mística
- Roly Serrano[4] como Director del Penal

## Producción
La película cuenta con el guion de Luis Ortega, Rodolfo Palacios y Fabián Casas. Está producida por Rei Pictures junto con El Despacho, Infinity Hill, Warner Music Entertainment y Exile Content en asociación con ViX, Dim Films, Fundación Ernesto Sábato, Pampa Films y Gloriamundi.
En julio de 2024, se anunció que competiría en el programa principal del Festival Internacional de Cine de Venecia. También formará parte de la sección Centerpiece del Festival Internacional de Cine de Toronto de 2024 y competirá la Sección de Horizontes Latinos del 72.º Festival Internacional de Cine de San Sebastián en septiembre de 2024.
Los derechos de distribución en América Latina fueron adquiridos por Star Distribution en agosto de 2024.

## Estreno
Se estrenó en el Festival de Cine de Venecia el 29 de agosto de 2024 en la competencia por el León de Oro, siendo el único filme argentino entre las 21 películas de la muestra. Será estrenada en los cines de Argentina el 26 de septiembre de 2024, y posteriormente estará disponible por streaming en Disney+.

## Recepción

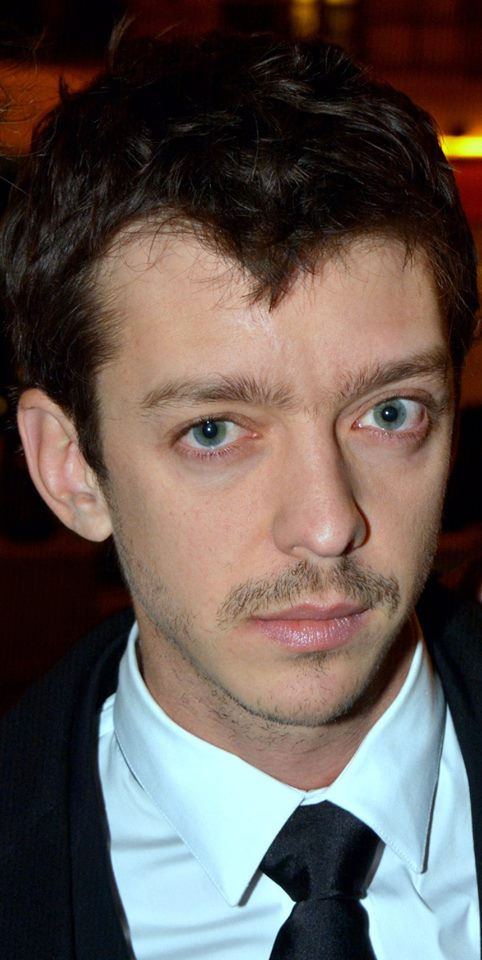
El actor Nahuel Pérez Biscayart recibió elogios de la crítica por su interpretación.

Al finalizar la proyección en su estreno en el marco del Festival Internacional de Cine de Venecia de 2024 recibió una ovación durante varios minutos. En el sitio de agregación Rotten Tomatoes, la película posee un 100 % de calificaciones positivas con un promedio de 7,5/10, basado en 20 reseñas.
Leslie Felperin, de The Hollywood Reporter, destacó que la película —descrita también como un "thriller psicológico-comedia o algo por el estilo con temática ecuestre"— tiene "mucho estilo y pocos personajes".
Wendy Ide de ScreenDaily declaró que la película es "un viaje lúdico, cambiante y cuestionador que se niega a ser definido con precisión".

## Premios y reconocimientos
Luis Ortega recibió una invitación para competir por el León de Oro, principal premio del Festival de Cine de Venecia. También recibió una nominación al León Queer.
Fue el film elegido por la Academia de Cine de Argentina para representar al país tanto en los premios Óscar como en los premios Goya.
| Año  | Premio                                          | Categoría                                 | Nominado                                        | Resultado        |
| ---- | ----------------------------------------------- | ----------------------------------------- | ----------------------------------------------- | ---------------- |
| 2024 | Festival Internacional de Cine de Venecia       | León de Oro                               | Luis Ortega                                     | Nominada         |
| 2024 | Festival Internacional de Cine de Venecia       | Premio CinemaSarà                         | Luis Ortega                                     | Mención especial |
| 2024 | Festival Internacional de Cine de Venecia       | Premio Edipo Re                           | Luis Ortega                                     | Ganador          |
| 2024 | Festival Internacional de Cine de Venecia       | León Queer                                | El jockey                                       | Nominado         |
| 2024 | Festival Internacional de Cine de San Sebastián | Horizontes Latinos                        | El jockey                                       | Ganadora         |
| 2024 | Premios Forqué                                  | Mejor película latinoamericana            | El jockey                                       | Nominado         |
| 2024 | Premios Cóndor de Plata                         | Mejor película de ficción                 | El jockey                                       | Ganador          |
| 2024 | Premios Cóndor de Plata                         | Mejor dirección                           | Luis Ortega                                     | Ganador          |
| 2024 | Premios Cóndor de Plata                         | Mejor actriz protagónica                  | Úrsula Corberó                                  | Nominado         |
| 2024 | Premios Cóndor de Plata                         | Mejor actor protagónico                   | Nahuel Pérez Biscayart                          | Ganador          |
| 2024 | Premios Cóndor de Plata                         | Mejor actor de reparto                    | Roberto Carnaghi                                | Nominado         |
| 2024 | Premios Cóndor de Plata                         | Mejor actor de reparto                    | Daniel Fanego                                   | Nominado         |
| 2024 | Premios Cóndor de Plata                         | Mejor guion original                      | Fabián Casas, Luis Ortega y Rodolfo Palacios    | Nominado         |
| 2024 | Premios Cóndor de Plata                         | Mejor dirección de fotografía             | Timo Salminen                                   | Ganador          |
| 2024 | Premios Cóndor de Plata                         | Mejor dirección de montaje                | Rosario Suárez y Yibran Asuad                   | Nominado         |
| 2024 | Premios Cóndor de Plata                         | Mejor música original                     | Sune Rose Wagner                                | Ganador          |
| 2024 | Premios Cóndor de Plata                         | Mejor diseño de sonido                    | Guido Berenblum, Javier Umpiérrez y Claus Lynge | Nominado         |
| 2024 | Premios Cóndor de Plata                         | Mejor dirección de arte                   | Julia Freid y Germán Naglieri                   | Ganador          |
| 2024 | Premios Cóndor de Plata                         | Mejor diseño de vestuario                 | Beatriz Di Benedetto                            | Ganador          |
| 2024 | Premios Cóndor de Plata                         | Mejor maquillaje y peluquería             | Ángela Garacija y Malvina Mariani               | Nominado         |
| 2024 | Premios Cóndor de Plata                         | Mejor dirección de casting                | Fabiana Uría                                    | Nominado         |
| 2025 | Premios Goya                                    | Mejor Película Iberoamericana             | El jockey                                       | Nominada         |
| 2025 | Premios Platino                                 | Mejor película iberoamericana de ficción  | El jockey                                       | Nominada         |
| 2025 | Premios Platino                                 | Mejor dirección en largometraje           | Luis Ortega                                     | Nominada         |
| 2025 | Premios Platino                                 | Mejor interpretación femenina             | Úrsula Corberó                                  | Nominada         |
| 2025 | Premios Platino                                 | Mejor interpretación masculina            | Nahuel Pérez Biscayart                          | Nominada         |
| 2025 | Premios Platino                                 | Mejor interpretación masculina en reparto | Daniel Fanego                                   | Ganador          |
| 2025 | Premios Platino                                 | Mejor guion                               | Luis Ortega, Fabián Casas y Rodolfo Palacios    | Nominada         |
| 2025 | Premios Platino                                 | Mejor dirección de arte                   | Julia Freid y Germán Naglieri                   | Nominada         |
| 2025 | Premios Platino                                 | Mejor diseño de sonido                    | Guido Berenblum                                 | Nominada         |
| 2025 | Premios Platino                                 | Mejor dirección de montaje                | Rosario Suárez y Yibran Asuad                   | Nominada         |
| 2025 | Premios Sur                                     | Mejor película                            | El jockey                                       | Ganador          |
| 2025 | Premios Sur                                     | Mejor dirección                           | Luis Ortega                                     | Ganador          |
| 2025 | Premios Sur                                     | Mejor actor                               | Nahuel Pérez Biscayart                          | Ganador          |
| 2025 | Premios Sur                                     | Mejor actor de reparto                    | Daniel Fanego                                   | Ganador          |
| 2025 | Premios Sur                                     | Mejor guion original                      | Fabián Casas, Luis Ortega y Rodolfo Palacios    | Ganadores        |
| 2025 | Premios Sur                                     | Mejor fotografía                          | Timo Salminen                                   | Ganador          |
| 2025 | Premios Sur                                     | Mejor dirección de arte                   | Germán Naglieri y Julia Freid                   | Ganadores        |
| 2025 | Premios Sur                                     | Mejor diseño de vestuario                 | Beatriz Di Benedetto                            | Ganadora         |
| 2025 | Premios Sur                                     | Mejor sonido                              | Claus Lynge, Guido Berenblum y Javier Umpiérrez | Ganadores        |
| 2025 | Premios Sur                                     | Mejor música original                     | Sune Rose Wagner                                | Ganador          |
| 2025 | Premios Sur                                     | Mejor maquillaje y caracterización        | Ángela Garacija                                 | Ganadora         |